# Ставки (Краснодарский край)
Ставки́ — хутор в Славянском районе Краснодарского края.
Входит в состав Черноерковского сельского поселения.

## Социальная сфера
Имеется магазин смешанных товаров.

## Население
| 2002 | 2010 |
| ---- | ---- |
| 101  | ↘65  |